# Zyginopsis bipunctula
Zyginopsis bipunctula är en insektsart som först beskrevs av Melichar 1903.  Zyginopsis bipunctula ingår i släktet Zyginopsis och familjen dvärgstritar. Inga underarter finns listade i Catalogue of Life.